# RS Puppis
Désignations
RS Puppis (en abrégé RS Pup) est une étoile variable céphéide située à environ 6000 années-lumière de la Terre dans la constellation de la Poupe. C'est l'une des plus brillantes Céphéides connues de la Voie lactée et elle a l'une des plus longues périodes pour ce type d'étoiles avec 41,5 jours.

## Distance
La distance de RS Puppis est importante car les Céphéides servent de marqueurs des distances au sein de la Voie lactée et pour les galaxies proches.
Parce qu'elle est située dans une grande nébuleuse, des astronomes utilisant le New Technology Telescope de l'ESO à l'observatoire de La Silla au Chili ont été capables de mesurer sa distance en 2008 par une analyse purement géométrique des échos lumineux émis par les particules de la nébuleuse, déterminant qu'elle était à 1992 ± 28 pc (6497 ± 91 al) de la Terre, la mesure la plus précise de toutes les Céphéides disponible en 2008.
La technique des échos lumineux a de nouveau été utilisée en 2014, cette fois avec les images polarimétriques de la Advanced Camera for Surveys de Hubble. La distance déduite de ces mesures est de 1910 ± 80 pc (6230 ± 260 al).
Dans Gaia Data Release 2, une parallaxe géométrique directe de 0,5844 ± 0,0260 mas a été mesurée, correspondant à une distance de 1710 ± 80 pc (5580 ± 260 al).

## Variabilité
RS Puppis est une variable céphéide classique et sa luminosité varie régulièrement à cause de pulsations durant lesquelles sa taille et sa température varient toutes deux. Sa magnitude apparente varie de 6,52 au maximum à 7,67 au minimum. La courbe de lumière montre une montée rapide de luminosité avec une baisse de luminosité plus lente prenant environ trois fois plus de temps. Elle a une période régulière de 41,5 jours mais qui change très lentement et de façon erratique. Par exemple, la période a changé en moyenne d'environ 144,7 s par an, mais est parfois restée constante pendant plusieurs années.
RS Puppis est considérée comme une céphéide à longue période car elle a une période supérieure à 10 jours. La seule céphéide à longue période plus proche de la Terre est l Carinae. Les céphéides suivent une relation période-luminosité stricte, les étoiles les plus lumineuses ayant des périodes plus longues. RS Puppis a l'une des plus longues périodes des Céphéides de la Voie lactée et est donc aussi une des plus lumineuses.

## Propriétés
RS Puppis est une supergéante jaune de type spectral G2Ib, bien que son type spectral varie entre F9 et G7 lorsque sa température varie. Elle se situe sur la bande d'instabilité et sur la base de la vitesse de changement de sa période, on pense qu'elle la traverse pour la troisième fois. La troisième traversée se produit lorsqu'une étoile est en train d'évoluer vers des températures plus basses pour la deuxième fois après avoir accompli une boucle bleue. La troisième traversée de la bande d'instabilité se produit beaucoup plus lentement que la première traversée qui a lieu juste après qu'une étoile quitte la séquence principale.
RS Puppis pulse tous les 41,5 jours, période pendant laquelle son rayon, sa température et sa luminosité varient. De façon typique pour les Céphéides à longue période, elle pulse selon le mode fondamental. Son rayon varie entre 164 R☉ et 208 R☉, bien que ces valeurs varient quelque peu même d'un cycle au suivant. La température varie entre 4 640 K et 5 850 K, et la luminosité bolométrique entre 14 200 L☉ et 29 500 L☉.

## Galerie
- Les échos lumineux de RS Puppis se propagent dans sa nébuleuse par réflexion.